# Jean-Barthélemy Hauréau
Jean-Barthélemy Hauréau, né le 9 novembre 1812 à Paris où il est mort le 29 avril 1896, est un historien, journaliste et administrateur français.

## Biographie
Il fit ses études à Paris au collège de Louis-le-Grand et au collège Bourbon aujourd'hui appelé lycée Condorcet. À vingt ans, en 1832, il débuta dans sa carrière d'auteur par un ouvrage, intitulé la Montagne, dans lequel il affirmait hautement son ardente sympathie pour la Révolution, et qui facilita son entrée dans le journalisme politique, puisqu'il fut aussitôt engagé au journal la Tribune. 
Il fut ensuite successivement attaché au National d'Armand Carrel, puis en 1836, après la mort en duel de ce dernier, au Journal du peuple, tout en collaborant au Droit et à la Revue du Nord. Hauréau se rendit en 1838 au Mans, où il accepta le poste de rédacteur en chef du Courrier de la Sarthe, journal publié dans cette ville. Il y devint également bibliothécaire, ce qui lui permit de partager son temps entre la politique militante et ses travaux favoris d'histoire et d'érudition. En 1843, il fut destitué de sa place de bibliothécaire sur la demande des cléricaux et des conservateurs, à la suite de ses commentaires du discours adressé au duc de Nemours par son ami, Trouvé-Chauvel, maire du Mans. Trouvé-Chauvel fut révoqué, tandis que Hauréau retournait à Paris reprendre sa place de rédacteur au National. 
Après la  révolution de 1848 et la chute de Louis-Philippe, Carnot le nomma conservateur des manuscrits français à la Bibliothèque nationale et membre du comité historique au ministère de l'instruction publique. Quelques mois plus tard, une élection partielle ayant eu lieu dans la Sarthe, les électeurs de ce département l'envoyèrent siéger à l'Assemblée constituante, où il vota généralement avec les républicains modérés, qui demeurèrent fidèles à leurs opinions politiques. Il ne se présenta pas aux élections pour la Législative, s'attacha à mettre en ordre les richesses bibliographiques confiées à ses soins, et découvrit à la Bibliothèque nationale un grand nombre de manuscrits ignorés ou qu'on croyait perdus. 
Après le Coup d'État du 2 décembre 1851, il refusa de prêter serment de loyauté au nouveau régime, sacrifiant à ses convictions sa place de conservateur, et il rentra dans la vie privée. Nommé bibliothécaire de l'ordre des avocats à la Cour de Paris en 1861, il fut élu membre de l'Académie des inscriptions et belles-lettres le 5 décembre suivant. À la suite du 4 septembre 1870, M. Hauréau fut nommé par le Gouvernement de la défense nationale directeur de l'Imprimerie nationale. Le 22 mars 1871 le comité central de la garde nationale le destitua ; mais il reprit ses fonctions après la répression du mouvement communaliste (28 mai 1871). Après avoir occupé ce poste durant douze années, il en démissionna tout en restant attaché à la Commission des demandes d'impression gratuite. 
Le bureau du Journal des Savants, dont il était membre, le nomma son secrétaire, c'est-à-dire, directeur du journal.

## Publications
Hauréau acquit par ses travaux la réputation d'un érudit de premier ordre. Indépendamment de nombreux articles publiés dans le Dictionnaire des sciences philosophiques, l'Encyclopédie nouvelle, l'Encyclopédie moderne, la Biographie générale de Didot, le Siècle, etc., on lui doit : 
- La Montagne (Paris 1834), notices historiques et philosophiques sur les principaux membres de la Montagne, avec leurs portraits gravés à l'eau forte par Jeanron, comprenant les biographies de Danton, Camille Desmoulins, Collot d'Herbois, Marat, Fouquier-Tinville, Robespierre, Saint-Just, etc. Initialement prévue en mai 1832, la publication n'eut lieu qu'en 1834 à cause des insurrections.
- Critique des hypothèses métaphysiques de Manès et de Pélage et de l'idéalisme transcendantal de saint Augustin (Le Mans, 1840) ;
- Histoire littéraire du Maine (Paris Lanier 1843-1852, 4 vol. in-8°) tome 1, tome 2, tome 3, tome 4, qu'il reprit et enrichit entre 1870 et 1877, la passant à 10 volumes ; voir : full text of Histoire littéraire du Maine, coll. CD-ROM, Copyright Société historique et archéologique du Maine, Le Mans, 2006.
- Manuel du clergé ou Examen de l'ouvrage de M. Bouvier, (Angers, 1844), commentaires du livre de Jean-Baptiste Bouvier, évêque du Mans, Institutiones theologicae ad usum seminariorum, qui lui attirèrent de vives attaques de la part des cléricaux ;
- Histoire de la Pologne (Paris 1846) (lire en ligne) ;
- Histoire de la peinture (1848-1852, in-32);
- De la philosophie scolastique (1850, 2 vol. in-8°), ouvrage couronné la même année par l'Académie des sciences morales et politiques tome 1, tome 2 ;
- Charlemagne et sa cour (1854) (lire en ligne) ;
- François Ier et sa cour (Paris Hachette 1855) (lire en ligne) ;
- Gallia Christiana, volume XIV (province de Tours) (1856) (lire en ligne) ;
- Hugues de Saint-Victor (Paris 1859) (lire en ligne), puis en 1886 nouvelle édition avec des additions considérables (lire en ligne) ;
- Singularités historiques et littéraires (Paris 1861), livre intéressant et curieux (lire en ligne) ;
- Gallia Christiana, volume XV (province de Besançon) (1860) (lire en ligne) ;
- Catalogue chronologique des œuvres de J.-B. Gerbier (1863) ;
- Histoire de la philosophie scolastique (1863-1880) en trois volumes 1872, Première partie (de Charlemagne  à la fin du XIIe siècle), 1880, Seconde partie, tome 1, 1880, Seconde partie, tome 2 ;
- Gallia Christiana, volume XVI (province de Vienne) (1865) (lire en ligne) ;
- Bernard Délicieux et l'inquisition albigeoise (Paris Hachette 1877) (lire en ligne) ;
- Notices et extraits de quelques manuscrits de la Bibliothèque Nationale (Paris Klincksieck 6 volumes, de 1890 à 1893) ;
  - 1890, tome 1
  - 1891, tome 2
  - 1891, tome 3
  - 1892, tome 4
  - 1892, tome 5
  - 1893, tome 6
- la Pharsale de Lucain, et Facétie sur la mort de Claude de Sénèque traduites pour les Classiques latins de M. Nisard, etc.

Mais, de tous les travaux de cet écrivain, celui qui a surtout contribué à sa réputation, c'est sa continuation de la Gallia Christiana des bénédictins. Cet ouvrage fut commencé et poursuivi jusqu'au 13e volume par les bénédictins de Saint-Maur. Entre 1856 et 1870, Hauréau ajouta trois volumes supplémentaires, écrits en latin afin de conserver l'unité de l'œuvre. L'Académie des inscriptions et belles-lettres a accordé à plusieurs reprises le Grand Prix Gobert à ce travail de haute érudition.